# Uncispio hartmanae
Uncispio hartmanae är en ringmaskart som beskrevs av Green 1982. Uncispio hartmanae ingår i släktet Uncispio och familjen Uncispionidae. Inga underarter finns listade i Catalogue of Life.